# New-York-City-Marathon 1996
Der New-York-City-Marathon 1996 war die 27. Ausgabe der jährlich stattfindenden Laufveranstaltung in New York City, Vereinigte Staaten. Der Marathon fand am 3. November 1996 statt.
Bei den Männern gewann Giacomo Leone in 2:09:54 h und bei den Frauen Anuța Cătună in 2:28:18 h.

## Ergebnisse

### Männer
| Platz | Athlet          | Land      | Zeit (h) |
| ----- | --------------- | --------- | -------- |
| 01    | Giacomo Leone   | Italien   | 2:09:54  |
| 02    | Tumo Turbo      | Äthiopien | 2:10:09  |
| 03    | Joseph Kamau    | Kenia     | 2:10:40  |
| 04    | John Kagwe      | Kenia     | 2:10:59  |
| 05    | Andrés Espinosa | Mexiko    | 2:11:39  |
| 06    | Cosmas Ndeti    | Kenia     | 2:11:53  |
| 07    | Martín Fiz      | Spanien   | 2:12:31  |
| 08    | Luca Barzaghi   | Italien   | 2:12:42  |
| 09    | Sam Nyangincha  | Kenia     | 2:12:44  |
| 10    | William Koech   | Kenia     | 2:12:57  |

### Frauen
| Platz | Athletin         | Land               | Zeit (h) |
| ----- | ---------------- | ------------------ | -------- |
| 01    | Anuța Cătună     | Rumänien           | 2:28:18  |
| 02    | Franca Fiacconi  | Italien            | 2:28:42  |
| 03    | Joyce Chepchumba | Kenia              | 2:29:38  |
| 04    | Kim Jones        | Vereinigte Staaten | 2:34:46  |
| 05    | Christine Mallo  | Frankreich         | 2:35:31  |
| 06    | Zahia Dahmani    | Frankreich         | 2:36:40  |
| 07    | Tegla Loroupe    | Kenia              | 2:37:19  |
| 08    | Grete Kirkeberg  | Norwegen           | 2:37:37  |
| 09    | Jeanne Peterson  | Vereinigte Staaten | 2:38:05  |
| 10    | Gadisse Edato    | Äthiopien          | 2:40:44  |